# Adem Ljajić
Adem Ljajić (în sârbă Адем Љајић, pronunțat [ǎːdem ʎǎːjitɕ]; n. 29 septembrie 1991, Novi Pazar, Serbia) este un fotbalist sârb care joacă pe postul de mijlocaș ofensiv pentru Beșiktaș, fiind împrumutat de la Torino și pentru echipa națională a Serbiei.
Ljajić și-a început cariera cu FK Jošanica, iar mai târziu la Partizan, cu care și-a făcut debutul în Superligă și în Liga Campionilor UEFA. În ianuarie 2010, el ar fi trebuit să ajungă la echipa engleză Manchester United, dar clubul și- retras opțiunea de a-l aduce în decembrie 2009. În schimb, s-a alăturat echipei Fiorentina pentru o aproximativ 8 milioane de euro în ianuarie 2010. În august 2013, după trei ani în Florența, Ljajić a semnat cu AS Roma pentru o sumă de transfer de 11 milioane de euro, semnând un contract de patru ani. În iulie 2016 a fost vândut la Torino. În 2018 a fost împrumutat de Torino la Beșiktaș.
Ljajić și-a făcut debutul pentru naționala Serbia în 2010. Din 2012 până în 2014 nu a fost chemat la națională de către Siniša Mihajlović pentru că a refuzat să cânte imnul național al Serbiei. El a făcut parte din echipa Serbiei de la Campionatul Mondial din 2018.

## Cariera pe echipe

### Partizan
Născut la Novi Pazar, în regiunea sârbă a Republicii Federale Socialiste Iugoslavia, Ljajić a ajuns la Partizan la vârsta de 14 ani în 2005, fiind adus de la echipa din ligile inferioare FK Jošanica. Ljajić a fost primul jucător care a purtat numărul 22 pentru Partizan după ce Saša Ilić s-a transferat la Galatasaray în 2005. Primul meci jucat de Ljajić pentru Partizan a avut loc în turul celei de-a doua runde de calificare a Ligii Campionilor UEFA 2008-2009, pe 29 iulie 2008, intrând în a doua repriză din postura de rezervă El a mai jucat în retur și în returul celui de-al treilea tur preliminar. A marcat primul gol pentru Partizan pe 23 noiembrie 2008 într-un meci de campionat împotriva lui OFK Belgrad.
În octombrie 2008, Manchester United l-a chemat pe Ljajić să dea probe, nespecificându-se public perioada de timp pe care a petrecut-o acolo. La 2 ianuarie 2009, Manchester United a anunțat că a semnat un contract cu Ljajić și coechipierului său din Partizan, Zoran Tošić. Tošić a fost adus pe loc, în timp ce Ljajić a rămas la Partizan pentru restul anului 2009, alăturându-se echipei United în ianuarie 2010.
În ciuda faptului că nu putea să alătura clubului până în ianuarie 2010, Ljajić a făcut Manchester pe tot parcursul anului 2009 mai multe drumuri spre orașul englez pentru a se antrena cu echipa  echipă, astfel încât antrenorii clubului să-i poată monitoriza progresul. Cu toate acestea, United au decis să nu își exercite dreptul de a-l aduce pe Ljajić din cauză că nu a putut să-i obțină un permis de muncă. După ce transferul nu s-a mai realizat, antrenorul lui Partizan, Goran Stevanović, a afirmat că Ljajić a suferit inițial un „șoc psihologic”, dar că a „gestionat bine situația”. Directorul tehnic al lui Partizan, Ivan Tomić, a declarat: „Cred că vor regreta această decizie în viitor”.

### Fiorentina

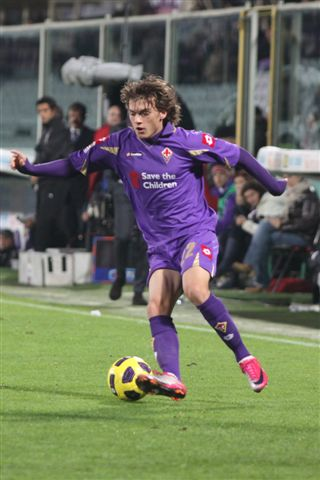
Ljajić jucând pentru Fiorentina

Pe 13 ianuarie 2010, clubul italian Serie A Fiorentina a anunțat transferul lui Ljajić. După ce a trecut de testele medicale, Ljajić a semnat un contract pe cinci ani iar Partizan a primit 8 milioane de euro pentru jucător. Ljajić și-a făcut debutul în remiza, scor 2-2, obținută de Fiorentina în fața lui Cagliari, pe 31 ianuarie 2010, înlocuindu-l în minutul 82 pe Manuel Pasqual. Antrenorul Cesare Prandelli l-a folosit puțin.
Sosirea compatriotului lui Ljajić, Siniša Mihajlović, ca antrenor principal, i-a sporit șansele în prima echipă pentru Ljajić. A marcat primul gol pentru formația Viola dintr-un penalty cu Lazio, pe 18 septembrie 2010, meci pe care Fiorentina l-a pierdut cu 1-2.
La 2 mai 2012, Ljajić a fost înlocuit într-un meci împotriva lui Novara. În urma acestei schimbări el l-a aplaudat sarcastic pe antrenorul Delio Rossi, care l-a prins de mână și a încercat să-l pocnească pe Ljajić. Fiorentina a anunțat după meci că Rossi a fost concediat și că se vor lua măsuri proporționale și împotriva lui Ljajić. Coechipierul lui Ljajić, Valon Behrami, care se afla pe banca de rezerve în momentul incidentului, a spus că nimeni, incluzându-se și pe el, nu l-au auzit pe Ljajić insultându-l pe Rossi, care susținea că Ljajić i-a insultat familia. Behrami a adăugat că lui Rossi ar trebui să-i fie rușine pentru acțiunile sale, precum și pentru minciunile proliferate în mass-media.
Ljajić a înscris o dublă într-un meci cu Internazionale Milano, câștigat cu scorul de 4-1 pe 17 februarie 2013.

### AS Roma
Pe 28 august 2013, Ljajić a semnat un contract pe patru ani cu AS Roma, clubul plătind în schimbul său 11 milioane de euro, sumă care se putea ridica la 15 milioane, în funcție de rezultatele obținute de echipă. El a ales tricoul numărul 8, lăsat vacant de Erik Lamela, pe care Ljajić îl poartă și la echipa națională a Serbiei. La 1 septembrie 2013, Ljajić și-a făcut debutul pentru AS Roma într-un meci împotriva lui Hellas Verona, intrând în locul lui Alessandro Florenzi; Ljajić a marcat golul final în victoria cu 3-0 obținută în fața veronezilor. În primul său sezon la Roma, Ljajić a marcat 6 goluri în 32 de meciuri.
La 30 august 2014, Ljajić a debutat în sezonului 2014-2015 într-o victorie scor 2-0 pentru Giallorossi împotriva fostei sale echipe, Fiorentina. La 24 septembrie a marcat primul său gol al sezonului într-o victorie scor 2-1 a Romei asupra Parmei  Pe 6 decembrie a marcat prima sa dublă pentru AS Roma, care i-a permis Romei să revină în meciul de acasă împotriva lui Sassuolo, terminat cu scorul de 2-2. La 26 februarie 2015, a marcat primul său gol în UEFA Europa League pentru club, primul din victoria cu 2-1 cu Feyenoord. El a încheiat sezonul cu 41 de meciuri și 9 goluri, fiind cel de-al doilea cel mai bun marcator al echipei, după Francesco Totti.

#### Împrumut la Internazionale Milano
La 31 august 2015, Ljajić a fost împrumutat la Internazionale Milano pentru un sezon, iar Inter i-a plătit lui AS Roma 1,75 de  milioane de euro, având opțiunea de a-l transfera permanent la sfârșitul sezonului pentru 11 milioane de euro. La 1 decembrie 2015, Ljajić șa marcat primul gol Inter în deplasare scor cu 2-1 cu Napoli.

### Torino
După ce Inter a optat să nu își exercite opțiunea de cumpărare, Ljajić a fost vândut la Torino la 18 iulie 2016 pentru 8,5 milioane de euro, plus 500.000 de euro în bonusuri.
La 31 august 2018, Ljajić s-a alăturat clubului turc din Süper Lig Beșiktaș fiind împrumutat timp de un sezon.

## Cariera la națională

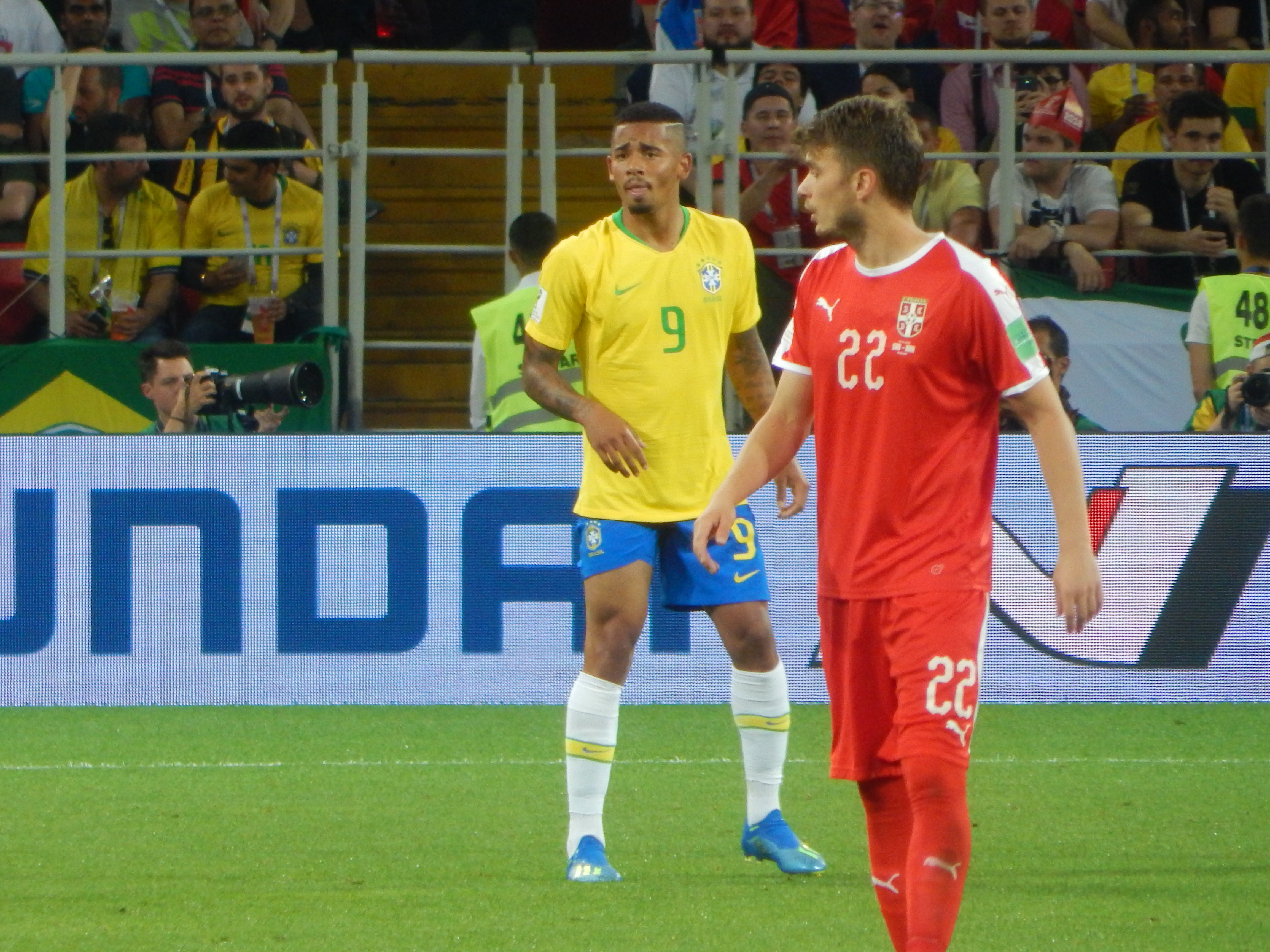
Ljajić (în roșu) și Gabriel Jesus jucând pentru Brazilia la Campionatul Mondial din 2018

Ljajić a reprezentat echipele Serbiei sub 17 ani și sub 19 ani. La 7 septembrie 2008, el a debutat la naționala sub 21 de ani în cadrul unui meci de calificare la Campionatul European împotriva Ungariei. La 26 octombrie 2010, antrenorul Serbiei, Vladimir Petrović, a anunțat că Ljajić va primi prima sa convocare împotriva Bulgariei într-un meci amical care a avut loc pe 17 noiembrie 2010.
Ljajić a fost scos din lotul țării sale de către antrenorul Siniša Mihajlović după ce a refuzat să cânte imnul național al Serbiei într-o partidă amicală pierdută cu scorul de 2-0 împotriva Spaniei pe 28 mai 2012 din motive personale. Ljajić semnase anterior un cod de conduită stabilit de Mihajlović, care includea, printre altele, cântarea imnului național al Serbiei, „Bože pravde” („Doamne, fă dreptate”). Ljajić a confirmat declarația lui Mihajlovic, susținând în același timp că iubește Serbia și că își dorește să joace pentru echipa națională, dar a adăugat că trebuie să se respecte pe el însuși, sugerând că nu va mai juca sub Mihajlović.
La 17 februarie 2014, noul antrenor al echipei naționale a Serbiei, Ljubinko Drulović, a declarat că nu le va cere jucătorilor să cânte imnul național, ci să-și dea totul pentru țara lor pe teren. Ljajić a marcat primul său gol la echipa națională pe 7 iunie 2015 într-o victorie obținută în meciul amical împotriva Azerbaidjanului, scor 4-1.
În iunie 2018, Ljajic a fost inclus în lotul definitiv al Serbiei pentru Campionatul Mondial din Rusia, în care a jucat în toate cele trei meciuri din grupă, în urma cărora Serbia a fost eliminată din competiție.

## Statistici privind cariera

### Club
Începând cu 18 mai 2019
| Club                      | Sezon         | Campionat | Campionat | Cupă    | Cupă   | Continental | Continental | Total   | Total  |
| Club                      | Sezon         | Meciuri   | Goluri    | Meciuri | Goluri | Meciuri     | Goluri      | Meciuri | Goluri |
| ------------------------- | ------------- | --------- | --------- | ------- | ------ | ----------- | ----------- | ------- | ------ |
| Partizan                  | 2008–2009     | 24        | 5         | 5       | 1      | 4           | 0           | 33      | 6      |
| Partizan                  | 2009–2010     | 14        | 4         | 2       | 0      | 8           | 2           | 24      | 6      |
| Partizan                  | Total         | 38        | 9         | 7       | 1      | 12          | 2           | 57      | 12     |
| Fiorentina                | 2009–2010     | 9         | 0         | 1       | 0      | 0           | 0           | 10      | 0      |
| Fiorentina                | 2010–2011     | 26        | 3         | 2       | 0      | 0           | 0           | 28      | 3      |
| Fiorentina                | 2011–2012     | 15        | 1         | 3       | 0      | 0           | 0           | 18      | 1      |
| Fiorentina                | 2012–2013     | 28        | 11        | 3       | 1      | 0           | 0           | 31      | 12     |
| Fiorentina                | 2013–2014     | 0         | 0         | 0       | 0      | 1           | 0           | 1       | 0      |
| Fiorentina                | Total         | 78        | 15        | 9       | 1      | 1           | 0           | 88      | 16     |
| Roma                      | 2013–2014     | 28        | 6         | 4       | 0      | 1           | 0           | 33      | 6      |
| Roma                      | 2014–2015     | 32        | 8         | 2       | 0      | 7           | 1           | 41      | 9      |
| Roma                      | 2015–2016     | 1         | 0         | 0       | 0      | 0           | 0           | 1       | 0      |
| Roma                      | Total         | 61        | 14        | 6       | 0      | 8           | 1           | 75      | 15     |
| Internazionale (împrumut) | 2015–2016     | 26        | 3         | 3       | 1      | 0           | 0           | 29      | 4      |
| Torino                    | 2016–2017     | 33        | 10        | 3       | 2      | 0           | 0           | 36      | 12     |
| Torino                    | 2017–2018     | 27        | 6         | 1       | 0      | 0           | 0           | 28      | 6      |
| Torino                    | 2018–2019     | 1         | 0         | 0       | 0      | 0           | 0           | 1       | 0      |
| Torino                    | Total         | 61        | 16        | 4       | 2      | 0           | 0           | 65      | 18     |
| Beșiktaș (împrumut)       | 2018–2019     | 26        | 9         | 0       | 0      | 5           | 0           | 31      | 9      |
| Beșiktaș (împrumut)       | Total         | 26        | 9         | 0       | 0      | 5           | 0           | 31      | 9      |
| Total carieră             | Total carieră | 289       | 65        | 29      | 5      | 26          | 3           | 344     | 72     |

### Meciuri la națională
Până în data de 25 martie 2019
| Serbia | Serbia  | Serbia |
| An     | Meciuri | Goluri |
| ------ | ------- | ------ |
| 2010   | 1       | 0      |
| 2011   | 5       | 0      |
| 2012   | 1       | 0      |
| 2013   | 0       | 0      |
| 2014   | 2       | 0      |
| 2015   | 8       | 3      |
| 2016   | 3       | 0      |
| 2017   | 5       | 2      |
| 2018   | 10      | 3      |
| 2019   | 2       | 0      |
| Total  | 37      | 8      |

#### Goluri la națională
Coloana „Scor” menționează scorul după golul marcat de Ljajić.
| Nr | Data              | Stadion                                               | Adversar      | Scor | Rezultat | Competiție                       |
| -- | ----------------- | ----------------------------------------------------- | ------------- | ---- | -------- | -------------------------------- |
| 1. | 7 iunie 2015      | NV Arena, Sankt Pölten, Austria                       | Azerbaidjan   | 2 -1 | 4-1      | Amical                           |
| 2. | 4 septembrie 2015 | Stadionul Karađorđe, Novi Sad, Serbia                 | Armenia       | 2 -0 | 2-0      | Preliminariile UEFA Euro 2016    |
| 3. | 8 octombrie 2015  | Elbasan Arena, Elbasan, Albania                       | Albania       | 2 -0 | 2-0      | Preliminariile UEFA Euro 2016    |
| 4. | 10 noiembrie 2017 | Stadionul Tianhe, Guangzhou, China                    | China         | 1 -0 | 2-0      | Amical                           |
| 5. | 14 noiembrie 2017 | Stadionul de fotbal Ulsan Munsu, Ulsan, Coreea de Sud | Coreea de Sud | 1 -0 | 1-1      | Amical                           |
| 6. | 9 iunie 2018      | Stadionul Liebenauer, Graz, Austria                   | Bolivia       | 2 -0 | 5-1      | Amical                           |
| 7. | 17 noiembrie 2018 | Stadionul Steaua Roșie, Belgrad, Serbia               | Muntenegru    | 1 -0 | 2-1      | Liga Națiunilor 2018-2019 Liga C |
| 8. | 20 noiembrie 2018 | Stadionul Partizan, Belgrad, Serbia                   | Lituania      | 4 -1 | 4-1      | Liga Națiunilor 2018-2019 Liga C |

## Viața personală

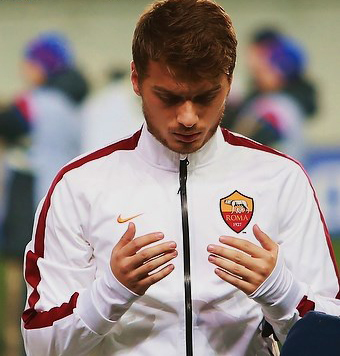
Ljajić rugându-se înainte de meciul dintre AS Roma și ȚSKA Moscova în noiembrie 2014

Ljajić este un musulman practicant.

## Titluri

### Club
- Superliga Serbiei: 2008-2009
- Cupa Serbiei: 2008-2009